# Aldo
Aldo é uma marca canadiana de sapataria e joalharia premium, fundada por Aldo Bensadoun em 1972, na cidade de Saint-Laurent. A marca possui atualmente mais de 3,000 lojas em 100 países.

## História
Fundada no Canadá em 1972 como uma concessão de calçados dentro do Le Château, o grupo original incluía lojas em Montreal, Ottawa, Quebec City e Winnipeg. Aldo Bensadoun, hoje conhecido como um gigante global do calçado, construiu a Aldo a partir de Montreal. Depois de quatro gerações, a família Bensadoun continua na indústria do calçado.
Bensadoun aprendeu italiano para se comunicar melhor com seus fornecedores em Itália e, eventualmente, eliminou o intermediário que o atendia entre o Canadá e os fabricantes europeus. A primeira loja independente ALDO foi inaugurada em [[Montreal, em 1978. A marca expandiu-se nas décadas de 1980 e 1990, com lojas em todo o Canadá.
A marca expandiu-se na década de 2000 para a Arábia Saudita em 2001, Inglaterra em 2002 e Singapura em 2003. Desde então, o Grupo ALDO, com as bandeiras ALDO e Call It Spring/Spring, expandiu-se ainda mais no mercado internacional.